# 穆兰拉马什
穆兰拉马什（法語：Moulins-la-Marche，法語發音：[mulɛ̃ la maʁʃ] ⓘ）是法国奥恩省的一个市镇，位于该省东北部，属于莫尔塔涅欧佩什区和莱格勒地区市镇公共社区，其市镇面积为13.14平方公里，2022年1月1日时人口数量为717人。
穆兰拉马什是莱格勒地区市镇公共社区的组成部分。

## 行政
穆兰拉马什的邮政编码为61380，INSEE市镇编码为61297。

## 地理
穆兰拉马什（48°38'59"N, 0°28'34"E）位于法国西北部，诺曼底大区中南部和奥恩省东部。
与穆兰拉马什接壤的市镇包括：拉费里耶尔-欧杜瓦延、马埃吕、圣阿基兰-德科尔比永、圣欧班德库特赖、圣马丹德佩兹里。
穆兰拉马什位于卢瓦尔河流域和塞纳河流域的分水岭地带。境内以浅丘为主，镇中心位于一处缓谷之中。
按照柯本气候分类法，穆兰拉马什属于温带海洋性气候，全年温差较小，降水分布均匀。

## 历史
穆兰拉马什历史上长期为一处普通村落，中世纪出现教堂，法国大革命后成为奥恩省的一个市镇。
1944年8月17日，纳粹德军和法兰西抵抗军曾在穆兰拉马什境内的“莫泰围”（le Clos Mottet）发生激烈冲突。

## 交通

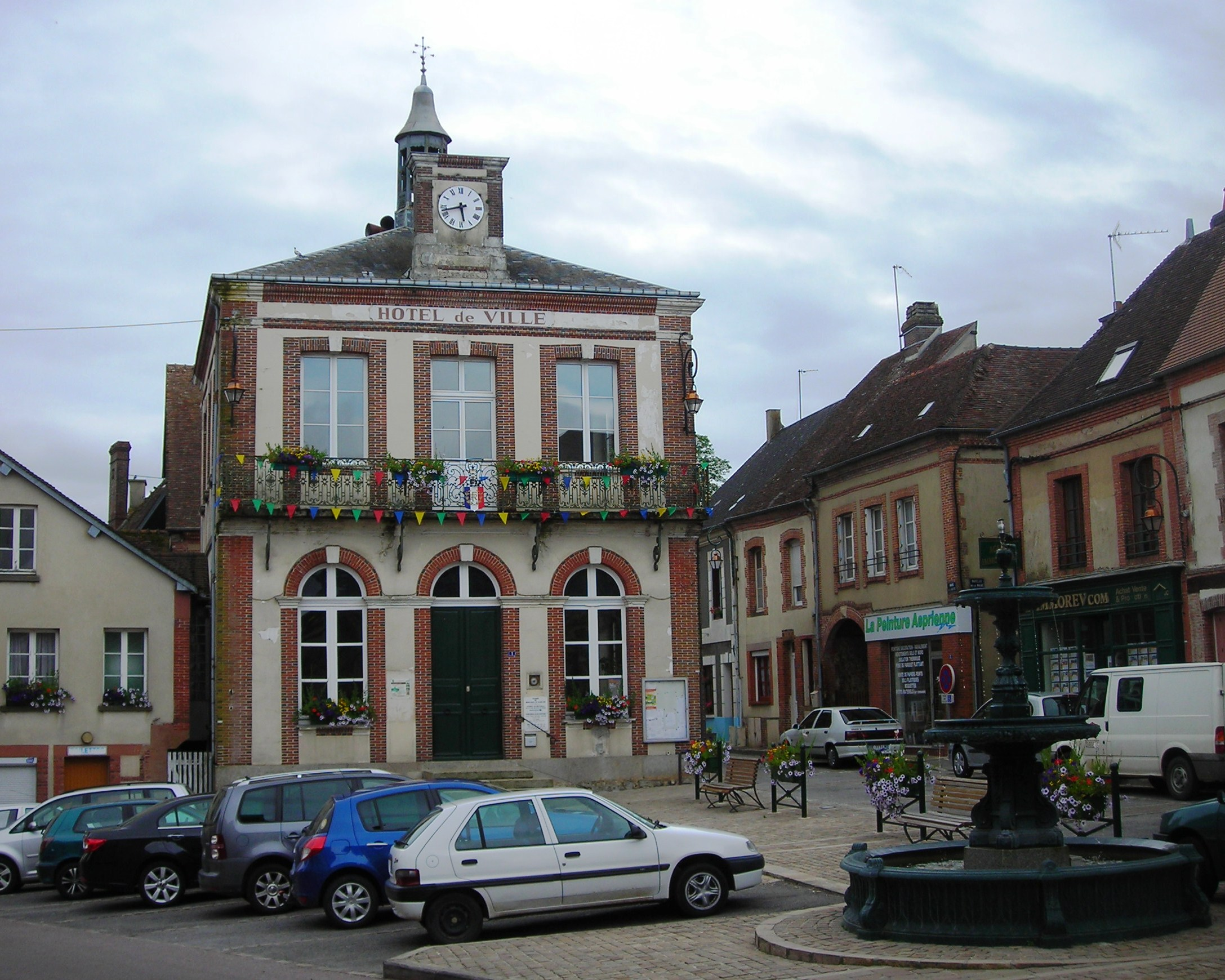
市政厅

奥恩省省道D3线、D6线、D32线和D932线经过穆兰拉马什境内。

## 政治
现任穆兰拉马什市长为法布里斯·格洛里亚先生（Fabrice Gloria），他是一名无党派人士。

## 人口
| 年份   | 1946  | 1954  | 1962 | 1968 | 1975 | 1982 | 1990 | 1999 | 2006 | 2007 | 2008 | 2013 | 2018 |
| ------ | ----- | ----- | ---- | ---- | ---- | ---- | ---- | ---- | ---- | ---- | ---- | ---- | ---- |
| 人口數 | 1,043 | 1,027 | 907  | 917  | 845  | 818  | 816  | 774  | 782  | 784  | 785  | 753  | 718  |

## 社会
穆兰拉马什镇中心有少量公共设施，如邮局、农信社等。让·加班跑马场位于其境内。

## 景观
圣尼古拉教堂（Église Saint Nicolas）是当地的标志性建筑。

## 友好城市
- 德国 施米滕